# Open Culture

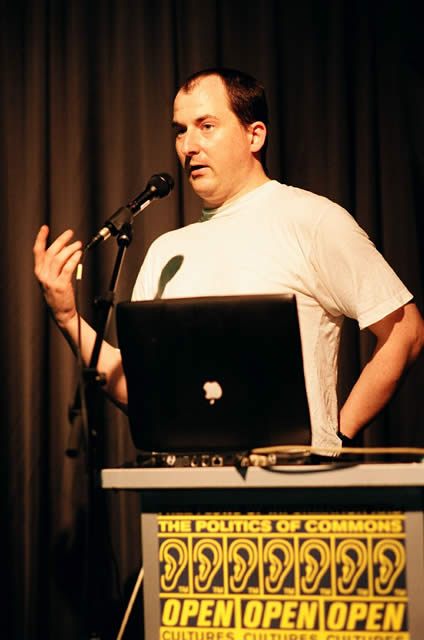
Andy Müller-Maguhn bei der Open Cultures Konferenz 2003

Open Culture (engl. für "Offene Kultur") ist das Schlagwort einer Bewegung, die nach alternativen Konzepten in der Informationsgesellschaft sucht. Die Utopien des freien Zugangs erstrecken sich – vereint unter Begriffen wie open, free und common – über viele Bereiche von Technik und Informatik bis hin zu Kultur und Kunst.
Open Culture verbindet Schaffende, die nicht aus rein kommerziellen Gründen tätig sind, mit Nutzern, denen aus ökonomischen Gründen proprietäres geistiges Eigentum, Kultur und Produkte schwer zugänglich sind. Darüber hinaus soll das Schaffen frei und nicht durch die Interessen aus Wirtschaft und Politik beschränkt sein.
Ausdruck findet das in den Konzepten wie zum Beispiel
- freies Publizieren (mit Hilfe des Internets Blogs etc.)
- die Verbreitung freier Bild- und Tonwerke (freie Inhalte)
- freier Zugang zu Bildung und freien Datenbanken (Open Access)
- im EDV-Bereich die Entwicklung kostenloser Programme mit freiem Einblick und Weiterentwicklung von Programmcodes (freie Software, Open Source), die Schaffung frei verfügbarer Spezifikationen (Offene Standards), die unter anderem in freien Formaten und standardisierten Schnittstellen genutzt werden,
- im technischen Bereich Freie Hardware und
- im Gesundheitswesen Open Medicine (z. B. mit Zugriff auf freie Datenbanken).

Auch Freie Musik und Vores Øl (dänisch „unser Bier“) folgen dieser Idee. Als erstes Beispiel im Bereich Open Movie gilt der Film Elephants Dream, bei dessen Erstellung auch nur freie Software verwendet wurde.

## Open-Cultures-Konferenz in Wien 2003
Vom 5. bis 6. Juni 2003 fand in Wien die Konferenz OPEN CULTURES - Free Flows of Information and the Politics of Commons statt. Auf dieser Veranstaltung diskutierten Experten über den freien Zugang zu Information, freie Software, Patente, Alternativen zu Wissensmonopolen, kabellose Community Networks, offene Distributionskanäle und neue künstlerische Ausdrucksformen. Auf der Konferenz sprachen verschiedene Künstler, Journalisten und Gründer von Organisationen, die sich für freie Software einsetzen. Unter den Teilnehmern waren zum Beispiel Armin Medosch (als Vertreter für das Online-Magazin Telepolis), Sascha Kösch (Herausgeber der Zeitschrift De:Bug), Andy Müller-Maguhn (damals einer der Direktoren von ICANN), Bruce Sterling (Science-Fiction-Autor und Kolumnist beim Wired-Magazin) und Eben Moglen (als Vertreter der Free Software Foundation).

## Festival paraflows .8 Open Culture in Wien 2013
Vom 12. September bis 12. Oktober 2013 fand in Wien das Festival paraflows unter dem Thema OPEN CULTURE statt. paraflows widmete sich in einer umfassenden Werkschau, begleitet von einem Symposion und einer Konzertreihe, dem Thema der OPEN CULTURE. Dieses Festival umfasste eine Vielzahl heterogener Konzepte, die sich nicht ausschließlich auf die digitale Kultur reduzieren ließen: unter anderem das Konzept der Open-Source-Bewegung, der Open-Access-Gedanke und dem Kampf gegen regressive Copyrights.